# Anne Tyler
Anne Tyler (Condado de Hennepin, 25 de Outubro de 1941) é uma romancista, contista e crítica literária vencedora de um Prémio Pulitzer de Ficção. Publicou 20 romances, com os mais conhecidos Jantar no Restaurante da Saudade (no original Dinner at the Homesick Restaurant, 1983), Turista por acidente (The Accidental Tourist , 1985) e Exercícios de Respiração (Breathing Lessons, 1988). Estes três romances foram finalistas do Prémio Pulitzer de Ficção, tendo Breathing Lessons vencido o prémio em 1989. Também recebeu os prémios Janet Heidinger Kafka Prize, o Ambassador Book Award, e o National Book Critics Circle Award. Em 2012  recebeu o Prémio The Sunday Times para a Excelência Literária. É reconhecida pelas suas personagens muitíssimo desenvolvidas, os seus "detalhes brilhantemente imaginados e absolutamente precisos” e o seu "estilo rigoroso e astuto" e a "linguagem astuta e aberta". Enquanto muitas das suas personagens têm sido descritas como peculiares ou excêntricas, ela conseguiu torná-las reais esventrando as suas vidas interiores em grande profundidade. O assunto em todas as suas novelas tem sido a família e o casamento Americano: o tédio e as  irritações exasperantes suportadas pelos parceiros, crianças, irmãos, pais; o desejo de liberdade contra as  amarras de ligações e amor em conflito; a evolução ao longo do tempo do amor familiar e o senso do dever. Tyler celebra os Americanos esquecíveis e os detalhes vulgares do seu quotidiano. Devido ao seu estilo e ao assunto, tem sido comparada a John Updike, Jane Austen e Eudora Welty, entre outros.

## Início de vida e educação

### Primeira infância
A mais velha de quatro crianças, nasceu em Minneapolis, Minnesota. O seu pai, Lloyd Parry Tyler, foi um químico industrial e a sua mãe, Phyllis Mahon Tyler, uma assistente social. Ambos os seus pais eram Quakers que eram muitos activos em causas sociais no Midwest e no Sul. A sua família viveu numa sucessão de comunidades Qaker no Sul até ter assentado em 1948 numa comuna Quaker em Celo, nas montanhas do North Carolina próximo de Burnsville. O assentamento Celo Community foi fundado por objectores de consciência e membros do ramo Hicksite liberal da Sociedade de Amigos, com as  necessidades de trabalho da comunidade partilhadas pelos residentes. Tyler viveu lá desde os seus 7 anos até aos 11 anos e ajudou os seus pais e outros membros a cuidar do gado e na agricultura orgânica. Apesar de não ter frequentado a escola pública em Celo, eram dadas aulas de Arte, Carpintaria e Culinária Doméstica e noutras matérias num edifício escolar minúsculo. A sua formação inicial informal foi complementada com escola por correspondência.
As suas primeiras memórias do seu processo criativo são quando se enroscava nas cobertas da cama aos 3 anos e "contava a mim própria histórias para adormecer à noite."O seu primeiro livro aos 7 anos foi uma colectânea de desenhos e histórias sobre "raparigas sortudas... que tiveram a oportunidade de ir para Oeste em vagões cobertos."O seu livro favorito enquanto criança era The Little House de Virginia Lee Burton. Tyler reconhece que este livro, que ela leu muitas vezes durante estes período de acesso limitado a livros, tem uma influência profunda em si, mostrando-lhe "como passavam os anos, as pessoas eram afectadas e nada poderia ficar na mesma" Esta percepção precoce das mudanças ao longo do tempo é um tema que reaparece em muitos dos seus romances décadas mais tarde, tal como The Little House também aparece no seu romance Dinner at the Homesick Restaurant.  Tyler também descreve ter lido Little Women 22 vezes como criança. Quando a família Tyler family deixou Celo ao fim de quatro anos para se mudar para Raleigh, NC, Anne com 11 anos nunca tinha frequentado a escola pública nem tinha usado um telefone.Esta educação heterodoxa permitiu-lhe ver "o mundo normal com uma certa distância e surpresa".

### Raleigh, North Carolina
Tyler sentiu-se uma forasteira nas escolas públicas que frequentou em Raleigh, aum sentimento que a acompanhou a maioria da sua vida.Ela acredita que esta sensação de ser uma forasteira contribuiu para se tornar uma escritora: “Eu acredito que qualquer tipo de alienação contribui [para se tornar uma escritora]. No meu caso, começou a emergir na comuna…e na tentativa de me adequar ao mundo exterior.”Apesar de não ter frequentado a escola pública até aos 11 anos, Anne entrou na escola bem à frente academicamente da maioria dos seus colegas em Raleigh. Agora com acesso a bibliotecas, descobriu Eudora Welty, Gabriel García Márquez, F. Scott Fitzgerald, e muitos outros.  Eudora Welty continua a ser uma dos seus escritores favoritos, e The Wide Net and Other Stories é um dos seus livros favoritos; ela chama Welty “a minha influência coroada". Ela dá graças a Welty por lhe mostrar que os livros podem ser sobre os detalhes corriqueiros da vida, e não apenas sobre eventos importantes. Durante os seus anos na N. B. Broughton High School em Raleigh, foi inspirada e encorajada por uma professora de inglês marcante, Phyllis Peacock. A “Sra. Peacock” tinha ensinado anteriormente o escritor Reynolds Price, com quem Tyler iria estudar mais tarde na Duke University. Peacock também ensinou mais tarde o escritor Armistead Maupin.  Sete anos após a escola secundária, Tyler dedicou o seu primeiro romance a ser publicado à “Sra. Peacock, por tudo o que fez”.

### Universidades de Duke e Columbia
Quando Tyler terminou a escola secundária aos 16 anos, ela queria frequentar o Swarthmore College, uma escola fundada em 1860 pelo ramo Hicksite da Sociedade de Amigos. Contudo, ganhou uma bolsa completa da AB Duke para a Universidade de Duke, e os seus pais pressionaram-na a ir para Duke porque eles precisavam poupar dinheiro para a educação dos seus três irmãos mais novos. Em Duke, Tyler inscreveu-se na primeira cadeira de escrita criativa de Reynolds Price, que também incluía um futuro poeta, Fred Chappell.  Price ficou muito impressionadao com a Tyler de dezasseis anos, descrevendo-a como "assustadoramente madura para 16 anos", "de olhos arregalados" e uma "forasteira”.Anos mais tarde Price descreveria Tyler como “uma das melhores romancistas vivas no mundo,… que era uma escritora quase tão boa aos 16 como é agora". Tyler fez uma cadeira adicional de escrita criativa com Price e estudou com William Blackburn, que também tinha ensinado William Styron, Josephine Humphreys, e James Applewhite em Duke, bem como Price e Chappell.
Enquanto estudante universitária, Tyler ainda não tinha decidido que queria ser uma escritora. Adorava pintar e artes visuais. Também estave envolvida no grupo de teatro na escola secundária e em Duke, onde actuou em algumas peças, fazendo de Laura em The Glass Menagerie e de Mrs. Gibson em Our Town. Especializou-se em Literatura Russa em Duke—não em Inglesa—e licenciou-se em 1961, aos 19 anos, tendo sido introduzida no Phi Beta Kappa. Com a sua formação em Literatura Russa recebeu uma bolsa para fazer um mestrado em Estudos Eslavos na Universidade Columbia. Viver em Nova Iorque foi um ajustamento grande para ela. Lá tornou-se de certa forma viciada  em andar de comboio e metro: “Quando andava sentia muitas vezes que  eu era...um olho enorme sugando coisas, entregando-as e processando-as... escrever era a única maneira" [de expressar as suas observações]. Tyler deixou a escola da Columbia após um ano, tendo completando as cadeiras mas não terminado a tese de mestrado. Regressou a Duke onde conseguiu um emprego na biblioteca como bibliógrafa de Russo. Foi lá que conheceu Taghi Modarressi, um médico residente de psiquiatria pediátrica na Escola Médica de Duke e também um escritor, tendo-se casado um ano depois (1963).

## Carreira

### Início da escrita e primeiras publicações
Quando era uma licenciada na Duke, Tyler publicou o seu conto “Laura” no jornal literário da Duke Archive, com o qual ganhou o recém-criado prémio Anne Flexner de escrita criativa. Na universidade e antes do seu casamento, escreveu muitos contos, um dos quais impressionou Reynolds Price de tal forma que ele mais tarde afirmou que era “o conto melhor terminado, mais bem conseguido que eu alguma vez recebi de um licenciado nos meus trinta anos de ensino”. “The Saints in Caesar’s Household” também foi publicado no Archive rendendo-lhe um segundo prémio Anne Flexner. Este conto levou-a a conhecer Diarmuid Russell, a quem  Price tinha enviado o conto em reconhecimento.  Russell, que era um agente de Reynolds Price e da "influência coroada" de Taylor Eudora Welty, tornou-se mais tarde agente de Tyler.
Enquanto trabalhava na biblioteca de Duke—antes e após o casamento com Modarressi—Tyler continuou a escrever contos e começou a escrever o seu primeiro romance, If Morning Ever Comes.  Durante este período os seus contos apareceram na The New Yorker, The Saturday Evening Post, e Harpers. Depois de o casal se ter mudado para Montreal—o visto para os E.U.A. de Modarressi tinha expirado e mudaram-se para lá para que ele pudesse terminar a sua residência—Tyler continuou a escrever enquanto procurava por emprego. O seu primeiro romance foi publicado em 1964 e The Tin Can Tree foi publicado no ano seguinte. Anos mais tarde ela renegou estes romances, bem como muitos dos seus contos que escreveu neste período. Chegou a escrever que "gostaria de queimá-los” Ela sente que a maioria deste trabalho inicial sofre de falta de desenvolvimento profundo das personagens e do seu falhanço de reescrever o material repetidamente.

### A hiato da escrita: nascimento dos filhos e sua educação — 1965 a 1970
Em 1965 (aos 24 anos), Tyler teve o seu primeiro filho, uma menina a quem deram o nome de Tezh. Dois anos mais tarde uma segunda filha, Mitra, nasceu. Nesta altura o casal mudou-se para Baltimore, MD pois Taghi tinha terminado a sua residência e obtido uma vaga na Escola Médica da Universidade de Marylandl. Com as mudanças, alterações de empregos e a educação de duas crianças pequenas, Tyler teve pouco tempo ou energia para escrever e não publicou alguma coisa entre 1965 e 1970.Assentou confortavelmente na cidade de Baltimore, onde ainda permanece e onde se passa a maioria dos seus romances subsequentes. Baltimore é geralmente considerada como tendo uma verdadeira mistura das culturas do Sul e do Norte. Existe também na área uma presença considerável de Quakers, pelo que Tyler inscreveu as duas filhas numa escola local dos Amigos.  Durante este período começou a escrever críticas literárias para revistas, jornais, etc para garantir à família algum rendimento adicional; continuou este emprego até ao final de dos anos 1980, escrevendo no total 250 críticas. Apesar de este período não ter sido produtivo para a sua carreira de escrita, Tyler sente que este tempo enriqueceu o seu espírito e a sua experiência e deu-lhe, por sua vez, uma maior profundidade na escrita subsequente, pois ela passou a ter "mais de si para falar".

### Reconhecimento crescente como romancista — 1970 a 1980
Tyler retomou a escrita em 1970, tendo publicado mais  três romances em 1974—A Slipping-Down Life, The Clock Winder, e Celestial Navigation.  Na sua opinião, a sua escrita melhorou consideravelmente durante este período; com a entrada das crianças na escola, passou a devotar o maior tempo possível desde que se tinha licenciado em Duke. Com Celestial Navigation, Tyler começar a obter reconhecimento nacional: Gail Godwin fez-lhe uma crítica favorável no New York Times Review of Books. Apesar de não estar orgulhosa dos seus primeiros quatro romances, Tyler considera o quinto romance um dos seus favoritos. Nota que foi um livro difícil de escrever, pois exigiu a reescrita de rascunho atrás de rascunho para conseguir desenvolver completamente o seu conhecimento das personagens. John Updike deu-lhe uma crítica favorável ao seu próximo romance, Searching for Caleb, escrevendo, “Divertido e lírico e verdadeiro, requintado nos seus detalhes e ambicioso no seu desenho…Esta escritora não é apenas boa, é perversamente boa.” A seguir ele interessou-se no seu trabalho e criticou também os seus romances seguintes Morgan's Passing (1980) venceu o Prémio Janet Heidinger Kafka de Ficção e foi nomeado para os American Book Awards e os National Book Critics Circle Award. Joyce Carol Oates fez-lhe uma boa crítica em Mademoiselle: “Fascinante….É uma história de amor tão inconvencional que parece surpreender os seus próprios protagonistas.”

### Reconhecimento nacional alcançado
Com o seu próximo romance, Tyler conseguiu tornar-se uma artista reconhecida no mundo literário. O nono romance de Tyler, Dinner at the Homesick Restaurant, que ela considera a sua melhor obra, foi finalista do Prémio Pulitzer de Ficção, PEN/Faulkner Award e do American Book Award de Ficção em 1983. Na sua crítica para a The New Yorker, John Updike escreveu, “A sua arte precisa apenas de um escurecimento que lhe daria uma solidez aos rascunhos lindamente desenhados…No seu nono romance, ela chegou a um novo nível de poder.” O seu décimo romance, The Accidental Tourist, venceu o National Book Critics Circle Award de Ficção em 1985, o Ambassador Book Award de Ficção em 1986, e foi finalista do Prémio Pulitzer de Ficção em 1986. Foi também adaptado num filme de 1988 com William Hurt e Geena Davis. A popularidade deste bem recebido filme aumentou o conhecimento público do seu trabalho. O seu 11º romance, Breathing Lessons, recebeu o Prémio Pulitzer de Ficção em 1989 e foi o “Livro do Ano” da revista Time. Foi adaptado em 1994 num filme televisivo, tal como seriam outros quatro romances da autora.
Desde que venceu o Prémio Pulitzer de Ficção com Breathing Lessons, Tyler escreveu mais oito romances, todos com críticas favoráveis; muitos têm sido Principais Selecções do Clube do Livro do Mês e têm-se tornado bestsellers  do New York Times. Ladder of Years foi escolhido pela Revista Time como um dos melhores dez livros de 1995. A Patchwork Planet foi o Livro Notável do New York Times Notable Book (1999).  Saint Maybe (1991) e Back When We Were Grownups (2001) foram adaptados em filmes televisivos em 1998 e 2004, respectivamente. No seu romance de 2006 Digging to America, explorou como um imigrante do Irão, que vive nos E.U.A. há 35 anos, lida com o sentido de ser "forasteiro", perspectiva que Tyler tem, logicamente, ligação pessoal familiar. 
Em adição aos seus romances, Tyler tem publicado contos no The New Yorker, The Saturday Evening Post, Redbook, McCall's, and Harper's, tendo sido publicados como uma colectânea. As suas histórias incluem “Average Waves in Unprotected Waters" (1977), "Holding Things Together" (1977), e "Teenage Wasteland" (1983).  Entre 1983 e 1996, editou três antologias: The Best American Short Stories 1983, Best of the South, e Best of the South: The Best of the Second Decade.

## Vida pessoal
In 1963, Tyler casou-se com o psiquiatra e romancista iraniano Taghi Mohammad Modarressi.  Modarressi, 10 anos mais velho que ela, que tinha deixado o Irão e a sua família como refugiado político aos 25 anos. Depois de um estágio de um ano e meio em Wichita, Kansas, obteve a residência em psiquiatria pediátrica na Escola Médica da Universidade de Duke. Lá conheceu Tyler e descobriu um interesse comum em literatura.  Modarressi tinha escrito dois romances vencedores de prémios em persa e era um escritor bastante realizado. Mais tarde escreveu mais três romances, dois dos quais Tyler ajudou a traduzir para Inglês (The Book of Absent People e The Pilgrim's Rules of Etiquette). Nos anos 1980, Modarressi fundou o Centro para os Estudos Pediátricos em Baltimore e a Enfermaria Terapêutica do Centro Familiar de Cold Spring em Pimlico, MD, que lidava com crianças que tinham experienciado traumas emocionais.  Modarressi morreu aos 65 anos com um linfoma em 1997.
Tyler e Modarressi tiveram duas filhas, Tezh e Mitra. As duas partilham do interesse, e o talento, da sua mãe na pintura. Tezh é uma artista que trabalha principalemente com óleos; é também uma fotógrafa profissional.  Tezh pintou a capa do romance da sua mãe, Ladder of Years.  Mitra é uma ilustradora profissional que trabalha principalmente com aguarelas. Ilustrou sete livros, incluindo dois livros infantis em co-autoria com Tyler (Tumble Tower e Timothy Tugbottom Says No!).
Tyler reside na área de Roland Park de Baltimore, Maryland, onde se passa a maioria dos seus romances. Atualmente os turistas podem fazer uma “Anne Tyler tour” da área. Durante algum tempo foi uma figura notável entre os romancistas contemporâneos mais vendidos, apesar de raramente dar entrevistas cara-a-cara ou nunca ter feito promoção de livros ou outro tipo de aparições públicas.  Em 2012 quebrou esta política e deu a sua primeira entrevistas cara-a-cara em quase 40 anos. Seguidamente deu uma entrevista a Mark Lawson na BBC radio em 2013 sobre a sua abordagem de escrita.  Mais recentemente ela discutiu o seu 20º romance,  A Spool of Blue Thread numa entrevista em directo na rádio com Diane Rehm e os ouvintes no Diane Rehm Show.

## Obras

### Romances
| nº série | Título original                   | Título em Português                                                                          | Tradução                                                   | Ano    | Editora                         |
| -------- | --------------------------------- | -------------------------------------------------------------------------------------------- | ---------------------------------------------------------- | ------ | ------------------------------- |
| 01       | If Morning Ever Comes             |                                                                                              |                                                            | (1964) |                                 |
| 02       | The Tin Can Tree                  |                                                                                              |                                                            | (1965) |                                 |
| 03       | A Slipping-Down Life              |                                                                                              |                                                            | (1970) |                                 |
| 04       | The Clock Winder                  |                                                                                              |                                                            | (1972) |                                 |
| 05       | Celestial Navigation              | Navegação celestial                                                                          | Alexandra Tavares                                          | (1974) | Europa/América (Portugal)       |
| 06       | Searching for Caleb               | À procura de Caleb                                                                           | Maria de Lurdes Medeiros                                   | (1975) | Europa/América (Portugal)       |
| 07       | Earthly Possessions               | Os bens terrenos                                                                             | A. B. Pinheiro de Lemos                                    | (1977) | Imago                           |
| 08       | Morgan's Passing                  | A passagem de Morgan: uma singular obsessão                                                  | A. B. Pinheiro de Lemos                                    | (1980) | Mandarim                        |
| 09       | Dinner at the Homesick Restaurant | Almoço no restaurante da saudade ou Jantar no restaurante da saudade                         | A. B. Pinheiro de Lemos; Aide Lourdes Einloft Abreu        | (1982) | Mandarim; Imago                 |
| 10       | The Accidental Tourist            | O turista acidental: romance                                                                 | Adriana Lisboa; Wilma Freitas Ronald de Carvalho           | (1985) | Record, Imago, Círculo do livro |
| 11       | Breathing Lessons                 | Lições de vida : uma viagem inesperada aos sentimentos há muito esquecidos ou Lições de vida | Denise Tavares Gonçalves; Wilma Freitas Ronald de Carvalho | (1988) | Novo Conceito; Imago            |
| 12       | Saint Maybe                       | Quase santo : romance                                                                        | Maria José Silveira                                        | (1991) | Record                          |
| 13       | Ladder of Years                   | A escada dos anos : romance                                                                  | Vera Whately                                               | (1995) | Record                          |
| 14       | A Patchwork Planet                | O jogo da vida                                                                               | A. B. Pinheiro de Lemos                                    | (1998) | Mandarim                        |
| 15       | Back When We Were Grownups        | Quando éramos adultos                                                                        | Ana Puccini Lara                                           | (2001) | Arx                             |
| 16       | The Amateur Marriage              | Michael e Pauline: um casamento amador                                                       | Sergio Viotti                                              | (2004) | Arx                             |
| 17       | Digging to America                | Em busca da América                                                                          | Maria José Silveira                                        | (2006) | Record                          |
| 18       | Noah's Compass                    | A bússola de Noé: romance                                                                    | Adriana Lisboa                                             | (2010) | Record                          |
| 19       | The Beginner's Goodbye            | O começo do adeus                                                                            | Ana Paula Corradini                                        | (2012) | Novo conceito                   |
| 20       | A Spool of Blue Thread            | Um carretel de linha azul                                                                    | Adriana Lisboa                                             | (2015) | Tusquets                        |
| 21       | Vinegar Girl                      | Amarga como vinagre                                                                          | Maria Dulce Guimarães da Costa                             | (2016) | Bertrand (Portugal)             |
| 22       | Clock Dance                       |                                                                                              |                                                            | (2018) |                                 |
| 23       | Redhead by the Side of the Road   |                                                                                              |                                                            | (2020) |                                 |
| 24       | French Braid                      |                                                                                              |                                                            | (2022) |                                 |

### Outros
- Tumble Tower (1993) Um livro infantil ilustrado pela sua filha Mitra Modarressi
- Timothy Tugbottom Says No! (2005) Um livro infantil ilustrado por Mitra Modarressi

### Histórias não coligidas
Apesar dos contos de Tyler terem sido publicados na The New Yorker, The Saturday Evening Post, Redbook, McCall's, e Harper's, não foram publicados como colectânea. As suas histórias incluem:
- "A Street of Bugles," The Saturday Evening Post, 30 de Novembro de 1963
- "Dry Water," The Southern Review, Spring 196
- "I'm Not Going to Ask You Again," Harper's, September 1965
- "As the Earth Gets Old," The New Yorker, October 29, 1966
- "The Genuine Fur Eyelashes," Mademoiselle, January 1967
- "The Tea-Machine," The Southern Review, Winter 1967
- "The Feather Behind the Rock," The New Yorker, August 12, 1967
- "Who Would Want a Little Boy?" Ladies Home Journal, May 1968
- "The Common Courtesies," McCall's, June 1968—and The O. Henry Prize Stories 1969
- "With All Flags Flying," Redbook, June 1971—and The O. Henry Prize Stories 1972
- "Spending," Shenandoah, Winter 1973
- "The Base-Metal Egg," The Southern Review, Summer 1973
- "Neutral Ground," Family Circle, November 1974
- "Half-Truths and Semi-Miracles," Cosmopolitan, December 1974
- "A Knack for Languages," The New Yorker, January 13, 1975
- "The Artificial Family," The Southern Review, Summer 1975
- "The Geologist's Maid," The New Yorker, July 28, 1975
- "Some Sign That I Ever Made You Happy," McCall's, October 1975
- "Your Place Is Empty," The New Yorker, November 22, 1976—and Best American Short Stories 1977
- "Holding Things Together", The New Yorker, January 24, 1977
- "Average Waves in Unprotected Waters," The New Yorker, February 28, 1977
- "Foot-Footing On," Mademoiselle, November 1977
- "Uncle Ahmad," Quest, November–December 1977
- "Teenage Wasteland," Seventeen, (1983)

### Adaptações para filmes
- The Accidental Tourist (1988)
- Breathing Lessons (TV) (1994)
- Saint Maybe (TV) (1998)
- A Slipping-Down Life (1999)
- Earthly Possessions (TV) (1999)
- Back When We Were Grownups (TV) (2004)

## Prémios
Tyler é um membro da American Academy of Arts and Letters desde 1983.
com Morgan's Passing (1980):
- Janet Heidinger Kafka Prize for Fiction
- nomeado, American Book Award for Fiction
- nomeado, National Book Critics Circle Award for Fiction

com Dinner at the Homesick Restaurant (1983):
- Finalista, Prémio Pulitzer de Ficção
- Finalista, PEN/Faulkner Award
- Finalista, American Book Award for Fiction

com Accidental Tourist (1985):
- 1985 National Book Critics Circle Award for Fiction
- 1986 Ambassador Book Award for Fiction
- Finalista, Prémio Pulitzer de Ficção

com Breathing Lessons (1988):
- Prémio Pulitzer de Ficção (1989)
- Time Magazine's "Book of the Year"

com Ladder of Years (1995):
- Finalista, The Orange Prize for Fiction 1996

com Digging to America (2006):
- Finalista, The Orange Prize for Fiction 2007

com A Spool of Blue Thread (2015):
- Finalista, The Man Booker Prize 2015

- Finalista, The Baileys Women's Prize for Fiction 2015

pelo conjunto da obra:
- Finalista, The Man Booker International Prize 2011
- The Sunday Times Award for Literary Excellence 2012